# 博波卢陨击坑
博波卢陨击坑（Bopolu）是一座位于火星子午线高原的撞击坑，2010年机遇号火星车从远处看到了它的部分坑壁，2006年该陨坑与其它31座火星撞击坑一起被正式命名。研究表明，形成博波卢陨坑的撞击如此之深，以至于穿过了它现有的岩层，并喷射出了火星诺亚纪时期较旧的物质。博波卢陨击坑是“机遇号”（MER-B）着陆点以南一座直径19公里（12英里）的陨石坑，该探测器从2004年开始就在该地区运行，因此，对该地区的陨石坑进行了更多的勘探和研。博波卢陨击坑被确认为是喷射出的碎岩-弹跳岩的可能来源地。机遇号探测车对弹跳岩进行了检测，发现其成分与地球上发现的火星陨石休格地岩相类似。
据说博波卢陨击坑比该地区占主导地位的伯恩斯地层（Burns Formation）更年轻，博波卢陨击坑和图厅陨击坑一起被进行了研究，以试图更好地了解机遇号漫游车即将抵达的奋斗撞击坑的地质情况，并可在原地进行探索。博波卢陨击坑是以利比里亚的一座城镇命名（见非洲博波卢），2006年9月，该名称被国际天文学联合会正式批准接受，博波卢陨击坑的特征代码为14185。

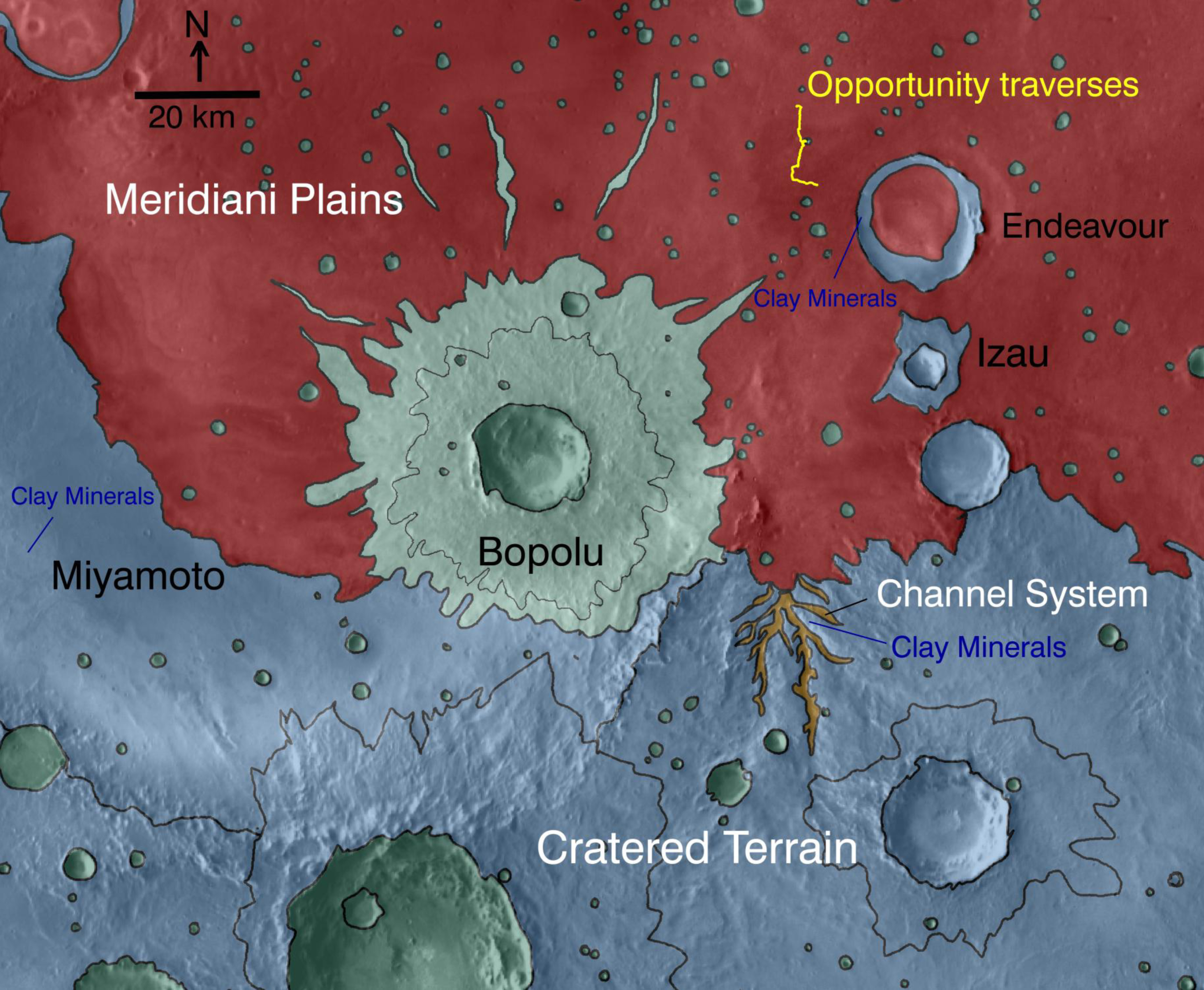
矿物已被颜色编码和注释，博波卢陨击坑位于该图像中心，火星勘测轨道飞行器的火星小型侦察成像光谱仪检测到了它独特的喷出物，附近是机遇号火星车于2011年抵达的奋斗撞击坑。
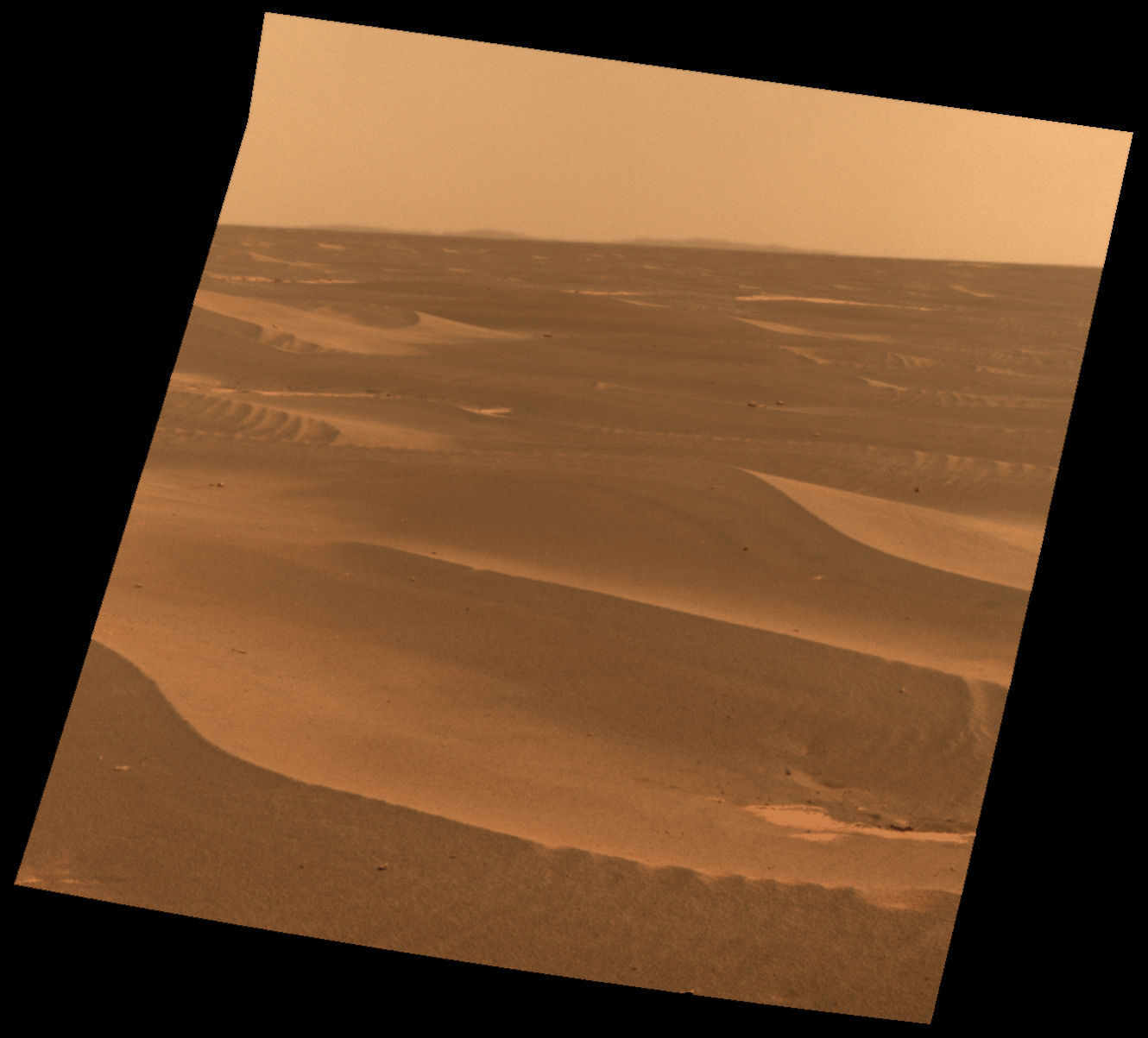
在“机遇号”火星探测车拍摄于2010年3月的这张照片中，可在地平线上看到博波卢陨击坑的坑壁。当时火星车正前往奋斗号陨击坑，
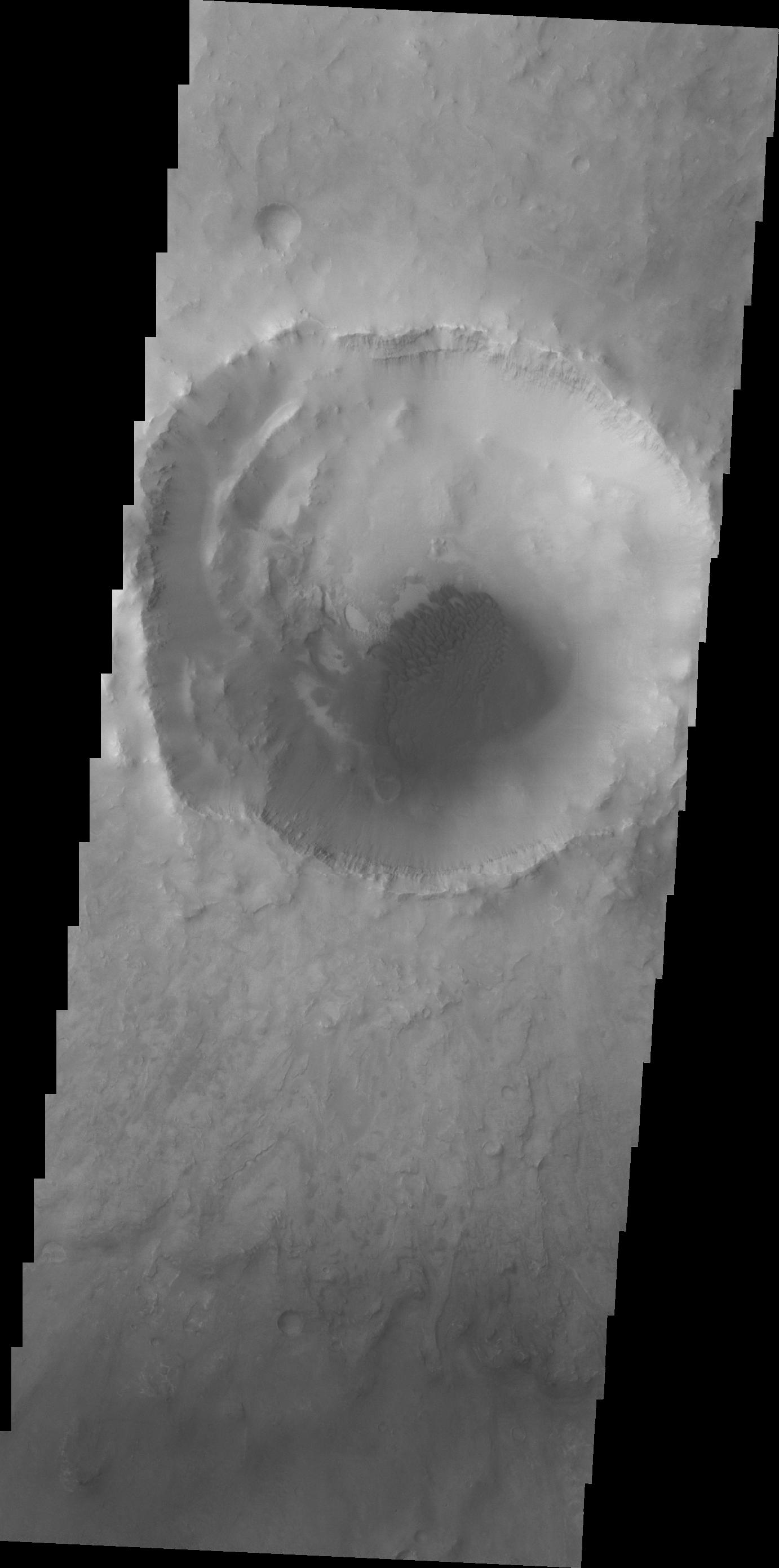
2001火星奥德赛号热辐射成像系统拍摄的博波卢陨击照片[7]。

## 背景地图

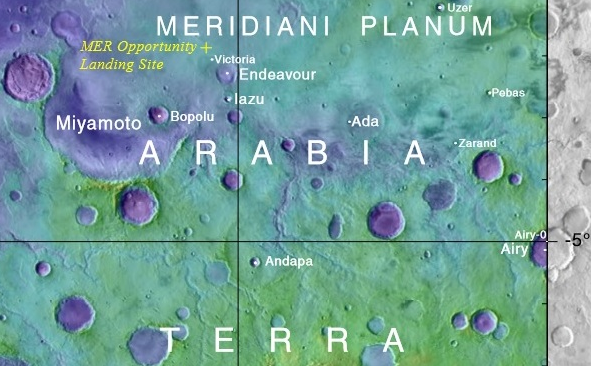
“机遇号”着陆点及附近陨石坑（包括奋进和艾里撞击坑）的注释高程图。

## 另请查看
- 火星撞击坑
- 火星地理
- 该区域的撞击坑:
  - 奋斗撞击坑 (机遇号探测车到访过)
  - 亚祖陨击坑
  - 宫本陨击坑
  - 火星外生物学任务（ExoMars）斯基亚帕雷利EDM登陆器